# مزرعه شریفی
مزرعه شریفی یک منطقهٔ مسکونی در ایران است که در دهستان قهاب صرصر واقع شده‌است.